# The Good Witch
The Good Witch ist ein kanadischer Fernsehfilm von Craig Pryce aus dem Jahr 2008 mit Catherine Bell in der Hauptrolle. Er stellt den ersten Film der The-Good-Witch-Hallmark-Filmreihe dar, die aus sieben Filmen besteht. Von 2015 bis 2021 wurde die Serie Good Witch ausgestrahlt.

## Handlung
Eine mysteriöse Frau, Cassandra Nightingale, kommt neu in eine kleine Stadt. Sie zieht in das geheimnisumwobene Herrenhaus „Grey House“, das früher einmal der Grey Lady gehörte. Schon bald eröffnet sie den Laden „Bell, Book & Candle“. Es ist ein Laden voller Kuriositäten, Kerzen, Lotions und anderen dekorativen Sachen. Sie freundet sich mit den Kindern des lokalen Polizeichefs, Jake Russel, an. Diese glauben, dass Cassie eine Hexe ist, allerdings eine gute. Allerdings sind nicht alle froh über die mysteriöse neue Nachbarin, und man muss mit ein bisschen Magie nachhelfen, um zur Gemeinde dazuzugehören.

## Fortsetzungen
Aufgrund des Erfolges von The Good Witch folgten dem Film sechs Fortsetzungen, die ebenfalls alle für das Fernsehen produziert wurden. Die Hauptrolle übernahm jeweils erneut Catherine Bell. Sie war von 2015 bis 2021 auch in der Serie Good Witch zu sehen.
- 2009: The Good Witch’s Garden
- 2010: Cassie – Eine verhexte Hochzeit (The Good Witch’s Gift)
- 2011: Cassie – Eine verhexte Familie (The Good Witch’s Family)
- 2012: Cassie – Ein verhextes Video (The Good Witch’s Charm)
- 2013: Cassie – Ein verhexter Geburtstag (The Good Witch’s Destiny)
- 2014: Cassie – Ein verhexter Sommer (The Good Witch’s Wonder)